# Giro della Liguria 2002
Il Giro della Liguria 2002, seconda edizione della corsa, conosciuto anche come Giro Riviera Ligure di Ponente, si svolse su 4 tappe, dal 20 al 23 febbraio 2002, su un percorso di 639,5 km, con partenza da Andora e arrivo a Santa Margherita Ligure, in Italia. La vittoria fu appannaggio dell'italiano Paolo Bettini, che completò il percorso in 15h29'01", alla media di 41,132 km/h, precedendo i connazionali Fabio Sacchi e Alberto Ongarato.

## Tappe
| Tappa  | Data        | Percorso                                          | km    | Vincitore di tappa | Leader cl. generale |
| ------ | ----------- | ------------------------------------------------- | ----- | ------------------ | ------------------- |
| 1ª     | 20 febbraio | Andora > Andora                                   | 157,5 | Nicola Loda        | Nicola Loda         |
| 2ª     | 21 febbraio | Pietra Ligure > Alassio                           | 158,6 | Fabio Baldato      | non conosciuto      |
| 3ª     | 22 febbraio | Alassio > Savona                                  | 166,8 | Paolo Bettini      | non conosciuto      |
| 4ª     | 23 febbraio | Santa Margherita Ligure > Santa Margherita Ligure | 156,6 | Paolo Bettini      | Paolo Bettini       |
| Totale | Totale      | Totale                                            | 639,5 |                    |                     |

## Dettagli delle tappe

### 1ª tappa
- 20 febbraio: Andora > Andora – 157,5 km

Risultati
| Pos. | Corridore     | Squadra      | Tempo |
| ---- | ------------- | ------------ | ----- |
| 1    | Nicola Loda   | Fassa B.     | ?     |
| 2    | Olaf Pollack  | Gerolsteiner | ?     |
| 3    | Angelo Furlan | Alessio      | ?     |

| Pos. | Corridore   | Squadra  | Tempo |
| ---- | ----------- | -------- | ----- |
| 1    | Nicola Loda | Fassa B. | ?     |

### 2ª tappa
- 21 febbraio: Pietra Ligure > Alassio – 158,6 km

Risultati
| Pos. | Corridore        | Squadra  | Tempo |
| ---- | ---------------- | -------- | ----- |
| 1    | Fabio Baldato    | Fassa B. | ?     |
| 2    | Alberto Ongarato | De Nardi | ?     |
| 3    | Fabio Sacchi     | Saeco    | ?     |

### 3ª tappa
- 22 febbraio: Alassio > Savona – 166,8 km

Risultati
| Pos. | Corridore        | Squadra   | Tempo |
| ---- | ---------------- | --------- | ----- |
| 1    | Paolo Bettini    | Mapei     | ?     |
| 2    | Laurent Dufaux   | Alessio   | ?     |
| 3    | Paolo Savoldelli | Index-Al. | ?     |

### 4ª tappa
- 23 febbraio: Santa Margherita Ligure > Santa Margherita Ligure – 156,6 km

Risultati
| Pos. | Corridore            | Squadra    | Tempo |
| ---- | -------------------- | ---------- | ----- |
| 1    | Paolo Bettini        | Mapei      | ?     |
| 2    | Fabio Sacchi         | Saeco      | ?     |
| 3    | Massimiliano Gentili | Acqua & S. | ?     |

| Pos. | Corridore        | Squadra  | Tempo     |
| ---- | ---------------- | -------- | --------- |
| 1    | Paolo Bettini    | Mapei    | 15h29'01" |
| 2    | Fabio Sacchi     | Saeco    | a 10"     |
| 3    | Alberto Ongarato | De Nardi | a 14"     |

## Ordine d'arrivo (Top 10)
| Pos. | Corridore            | Squadra                      | Tempo     |
| ---- | -------------------- | ---------------------------- | --------- |
| 1    | Paolo Bettini        | Mapei-Quick Step             | 15h29'01" |
| 2    | Fabio Sacchi         | Saeco-Longoni Sport          | a 10"     |
| 3    | Alberto Ongarato     | De Nardi                     | a 14"     |
| 4    | Laurent Dufaux       | Alessio-Bianchi              | ?         |
| 5    | Massimiliano Gentili | Acqua & Sapone-Cantina Tollo | ?         |
| 6    | Paolo Savoldelli     | Index-Alexia Alluminio       | ?         |
| 7    | Giuliano Figueras    | Ceramiche Panaria-Fiordo     | ?         |
| 8    | Ivan Gotti           | Alessio-Bianchi              | ?         |
| 9    | Sasa Gajicic         | Formaggi Pinzolo Fiavé       | ?         |
| 10   | Rodolfo Massi        | Amore & Vita-Beretta         | ?         |